# Cinq nuages de félicité
Cinq nuages de félicité est une nouvelle de Robert van Gulik mettant en scène le juge Ti. 
Il s'agit de la deuxième enquête du magistrat selon l'ordre chronologique et de la septième selon l'ordre de publication. La nouvelle fait partie du recueil Le Juge Ti à l'œuvre.

## Résumé
Le juge Ti est en poste dans le district de Peng-lai (ville fictive), où il y a brillamment résolu sa première enquête relatée dans Trafic d'or sous les T'ang. Alors qu'il est train de terminer avec l'aide de deux armateurs, un projet portant sur le contrôle de l'industrie navale, on vient le prévenir du suicide de l'épouse de l'un d'eux.
Le juge Ti s'apercevra bien vite que le suicide n'en est pas un grâce à un témoin pour le moins inattendu...
À noter que l'on trouve dans ce roman un procédé classique des romans policiers : le faux indice sur l'heure du crime (utilisé,entre autres, par Erle Stanley Gardner dans un opus de la série Perry Mason et Agatha Christie dans Le Crime de  l'Orient Express) en utilisant une montre ou une horloge opportunément arrêtée.
VIIe siècle chinois oblige , il s'agit ici d'une horloge à  parfum où la substance brûle dans une tortueuse rainure d'un plat de jade, dont le dessin reproduit les cinq nuages de félicité qui donnent son titre au roman.

## Personnages
Membres du Tribunal
- Ti Jen-Tsie, magistrat du district de Peng-lai.
- Hong Liang, conseiller du Juge et sergent du tribunal
- Ma Jong et Tsiao Taï, les lieutenants du juge.

Personnalités importantes du district
- Houa Min, riche armateur de Peng-lai.
- Yi Pen, riche armateur de Peng-lai.
- Monsieur Ho, secrétaire du ministère de la Justice à la retraite.
- Madame Ho, sa jeune épouse.

Autres personnages
- Fung, peintre.